# Mixaylovka
Mixaylovka è un comune dell'Azerbaigian situato nel distretto di Göygöl. Conta una popolazione di 146 abitanti.